# Bruno Leys
Bruno Leys is dirigent van de Koninklijke Scoutsharmonie Sint-Leo (Brugge), sinds mei 1998.
Hij volgde piano-, notenleer en muziekgeschiedenis aan het conservatorium van Brugge. Hij speelt ook gitaar en saxofoon.
Tevens volgde hij de vierjarige dirigentencursus van Fedekam en werd er opgeleid door onder anderen Luc Van Acker en Dirk De Caluwe.
Bruno Leys componeerde verschillende werken voor harmonie-orkest: '1914-2014', '15' & 'Midnight & Morning', 'A Circumstantial Celebration', 'Happy Enough', 'Under Sail', 'To Rise Again' en vijf werken voor harmonie-orkest met klaroenen en tamboerkorps: 'After 10 Years', 'Dag van een Scout', 'Sint-Leo 90' (in het kader van het 90-jarige bestaan van de Scoutsgroep en Scoutsharmonie Sint-Leo), 'Leo's Hornpipe', 'Sint-Leo 100uit!'. 